# Zmizení Ivany Koškové

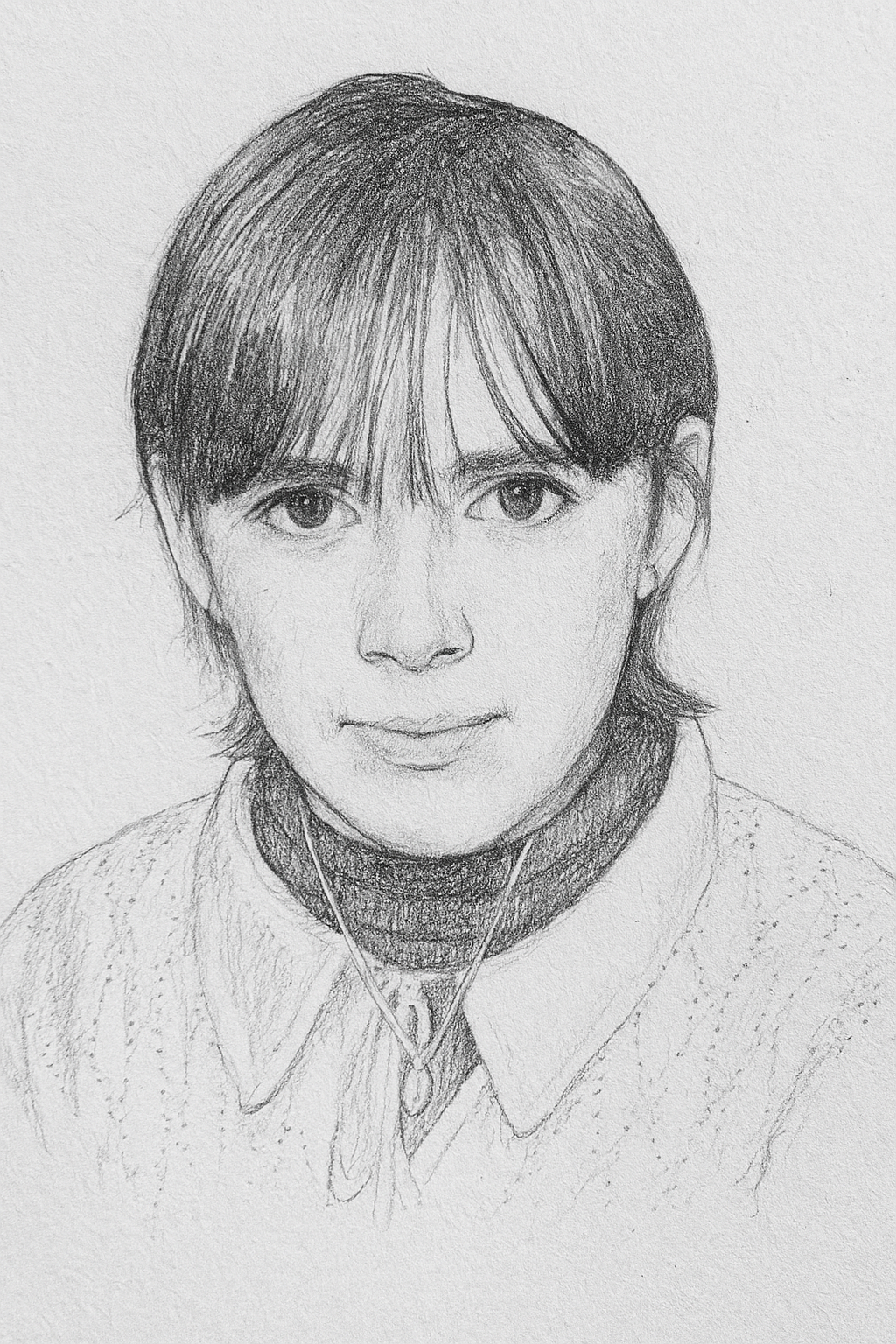
Podobizna Ivany Koškové

Ivana Košková (* 15. března 1983, Turnov) byla čtrnáctiletá dívka, která v neděli 13. července 1997 zmizela při cestě z domova v Příšovicích do nedalekého Svijanského Újezdu. Z domu odjela kolem 17. hodiny večer, rodičům oznámila, že jede navštívit tetu, u které přespí, a následující den půjde na brigádu. U křižovatky na Loukov se setkala se svou spolužačkou, ale k tetě do Újezdu už nedorazila.
Dívka nebyla nikdy nalezena, stejně tak ani její pozůstatky. V průběhu vyšetřování policie pracovala s několika verzemi události. Po dívce pátraly stovky policistů. Pátrání probíhalo v České republice i v Německu, protože se pracovalo i s verzí, že dívka může být v cizině. Fotografii s popisem dívky obdržela nezisková organizace La Strada, která pomáhá ženám zneužívaným k prostituci a má pobočky v devíti státech Evropy.
V roce 2017 byl případ oficiálně promlčen. Okolnosti případu rekonstruuje dokumentární podcast Pohřešovaná natočený v roce 2020. Autorem podcastu je dokumentarista Petr Hátle. Zmizení Ivany Koškové je považováno za významný nevyřešený případ. Ivana Košková byla k 22. květnu 2018 jedinou pohřešovanou osobou do 18 let v Libereckém kraji, jejíž případ nebyl vyřešen.[zdroj⁠?!] V médiích je případ Ivany Koškové často zmiňován i v souvislostí s pátráním po dalších pohřešovaných dětech.

## Průběh

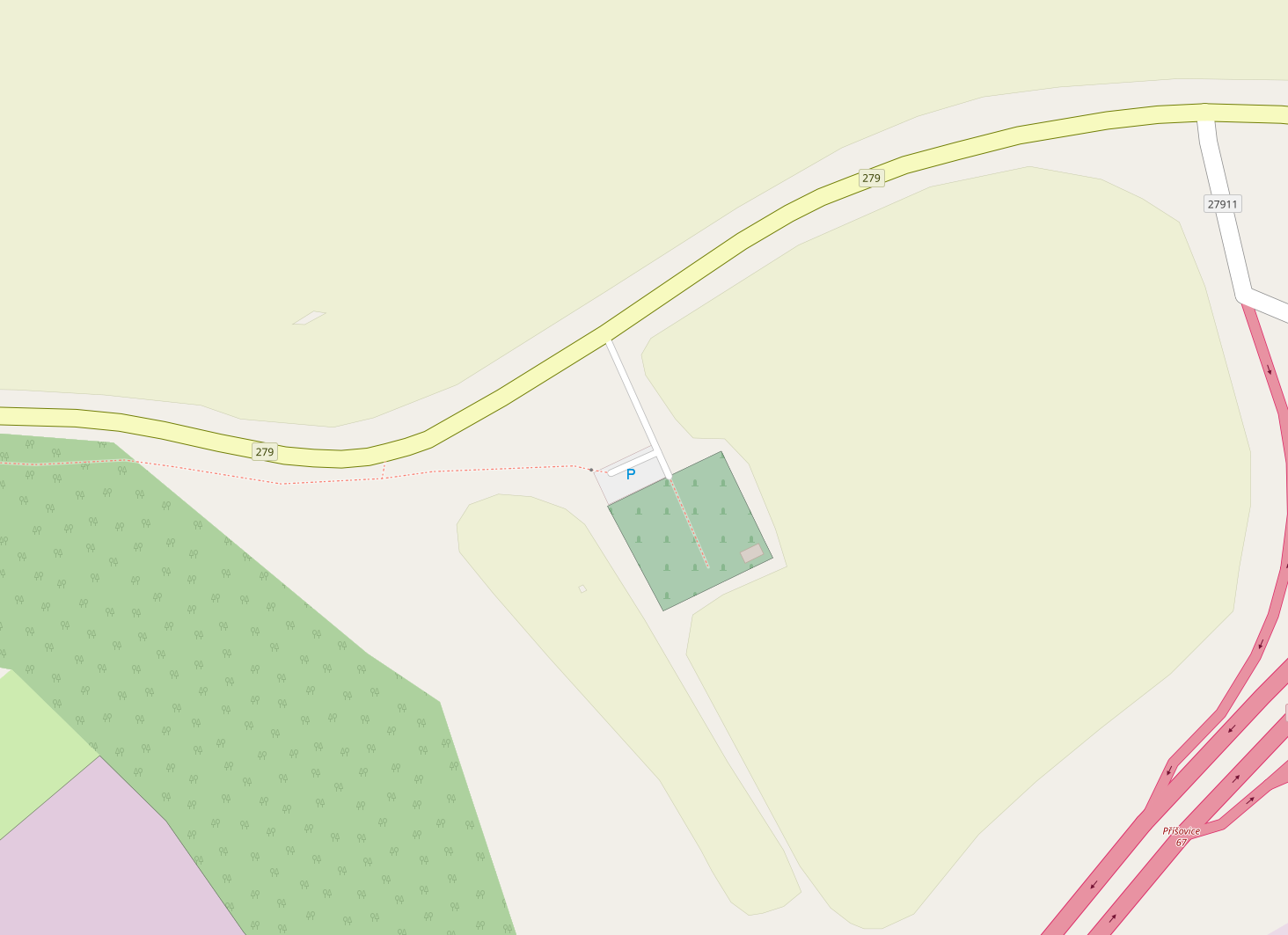
Poslední místo výskytu Ivany Koškové

Ivaně Koškové (narozená 1983) bylo v době zmizení 14 let. Bydlela se svou rodinou v Příšovicích a docházela na základní školu do nedalekého Turnova. Dle známých byla tichá, chytrá, naivně důvěřivá a v kolektivu nepříliš oblíbená dívka, která velmi oceňovala, když jí někdo naslouchal.
Dne 12. července 1997 vrcholily Svijanské pivní slavnosti konané ve 3,5 km vzdáleném Svijanském Újezdu a odhadovaný počet návštěvníků zde byl přibližně 7 tisíc. To mimo jiné znamenalo, že v tu dobu se v okolí Příšovic a Svijan pohyboval velký počet neznámých lidí. Ten večer Ivana Košková trávila doma s rodiči, kde se všichni společně dívali na televizi.
V neděli 13. července 1997 asi v 17:00 Ivana Košková oznámila matce své rozhodnutí, že pojede na kole k tetě do Svijanského Újezdu. V obci měla mít brigádu – česání rybízu a nechtěla vstávat brzo a dojíždět. V 17:15 Ivana Košková odjela na bleděmodrém pánském kole značky Favorit. Měla na sobě hráškově zelenou minisukni, bílé tričko s barevným proužkem a bílé sandály. Na zádech měla pletený batoh, ve kterém byly vínové tepláky a hnědé kotníčkové boty. Během odchodu jí otec ještě mával z okna. 
Asi v 17:30 Ivanu Koškovou potkala Žaneta B., zhruba stejně stará spolužačka, poslední očitý a důvěryhodný svědek. Stalo se tak, když se děvčata míjela kolem místního hřbitova Svijany. Jelikož Žaneta B. jezdila s Ivanou téměř každý školní den autobusem do Turnova, poznala ji docela jistě. Obě děvčata se po sobě ohlédla a poté Ivana zajela za horizont a od té doby ji nikdo nikdy neviděl. 
Ivana často jezdila za svou tetou bez ohlášení. Ani tentokrát o její návštěvě teta nevěděla. Ten večer všichni klidně spali. Až druhý den ráno (14. července) se zjistilo, že Ivana do cíle k tetě nedojela. Zhruba v 10 hodin ráno její otec nahlásil událost na policii. Ta tomu ze začátku nedávala přílišnou váhu, jelikož tyto případy se stávají poměrně často. Nezletilí se do pár dní vrátí nebo se najdou. U Ivany tomu však bylo jinak. V průběhu vyšetřování k neštěstí Koškových vrcholily povodně na Moravě 1997, tudíž televizní zprávy plnily příběhy lidí, kteří přišli o všechno, nežli ztrátu mladé cyklistky. Od té doby se nenašla ani Ivana, ani její pozůstatky, osobní věci, dokonce ani její kolo.

## Vyšetřování

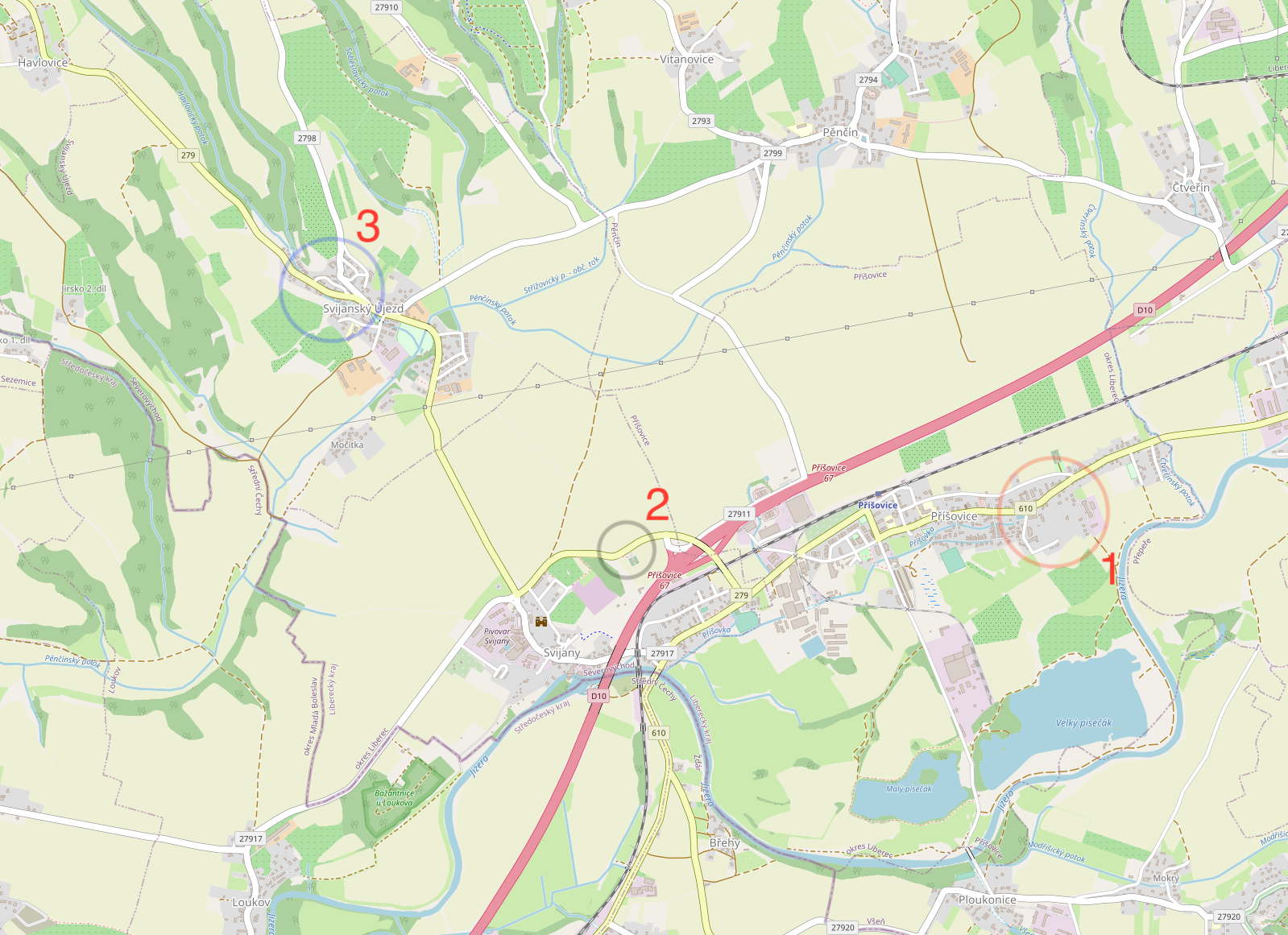
Přehled oblasti zmizení Ivany Koškové

Vyšetřování trvalo dlouho a bez výsledku. Petr Hátle ve svém podcastu z roku 2020 zveřejnil mnoho dokumentů, které se tímto případem zabývají. Mnoho důkazů se jevilo jako přesvědčivé, ale drtivá většina byla označena jako nevěrohodná. Policie pracovala s pěti verzemi případu. 
První verze se odkazovala na scénář, kdy dívku mohl někdo srazit. Ze strachu z následků se však jejího těla a kola zbavil. Nicméně na silnici nebyly nalezeny žádné známky po nehodě. Tím pádem byl tento scénář označen jako velmi nepravděpodobný. 
Druhá verze pracovala s místními kolotočáři, kteří v té době působili na slavnostech. V té době mohli zaměstnávat načerno i osoby s kriminální minulostí. Sama teta Ivany v podcastu Petra Hátleho se svěřila, že tehdy na ni nedělali příliš dobrý dojem. Nicméně zmizení se stalo až druhý den večer po skončení slavností a i tento scénář nenašel dostatečnou odezvu.
Třetí verze se jmenuje Patrik. V sešitu Ivany bylo namalované srdíčko a v něm ozdobným písmem napsáno Patrik. I její spolužačky potvrdily, že se jim o nějakém Patrikovi zmínila. To je ale v protikladu s tím, jak ji ostatní viděli. Podle učitelek byla svým chováním spíše dítě než slečna. Stejný úsudek měli i její rodiče. Přesto se mělo jednat o 17letého Patrika K., který také studoval v Turnově. On však popřel, že by se s ní kdykoliv setkal a ani ji neznal. Na ten den měl přesvědčivé alibi potvrzené několika osobami nezávisle na sobě. 
Čtvrtá verze byla nazvána Prostituce. Tato varianta počítá s únosem a následným nucením k prostituci. Fenomén prostitutek u dálnic (zejména v souvislostí s dálnicí E55)  v té době vrcholil. V září 1997 se policii ozvala prostitutka a kuplířka romského původu Drahuše K., která oznámila, že Ivanu viděla 4. září v hraničním městečku Dubí u Teplic. Svědkyně řekla, že 14. září měla být dívka vyměněna na určitém místě. Policie tak rozmístila své týmy k místu a na hraniční přechod Cínovec. S policií zde spolupracovala i její učitelka, která ji měla identifikovat. K předání však nikdy nedošlo. Další prostitutky také vypověděly, že Ivanu viděly. Petr Hátle se v roce 2017 vydal pátrat mezi tehdejšími prostitutkami. Dočkalo se mu odpovědí, že šance výskytu tak mladých a nevyzrálých děvčat byly mizivé. Dokumentaristovi se dokonce podařilo přes videohovor spojit s Drahuší K., která dnes žije nedaleko Londýna. Ta mu tuto skutečnost opět potvrdila, nicméně po hovoru odcházel s názorem, že Drahuše K. tehdy lhala a lže i nyní. Za finanční obnos řekne cokoliv, co bude chtít slyšet. Mnozí blízcí, jako teta Ivanky nebo její učitelka však věří tomu, že tento scénář je pravdivý a Ivana stále někde žije.
Poslední pátá verze se jeví jako nejvíce pravděpodobná. Tedy, že Ivanu někdo unesl a vykonal násilný trestný čin. Může souviset s tím, že po slavnostech se v okolí pohybovalo množství neznámých lidí. Poslední důvěryhodný očitý svědek, Žaneta B., mluvila o tom, že k místu, kde se střetla s Ivanou (tedy hřbitov Svijany), jela od Svijan kolem pivovaru. Když přijela ke křižovatce u pivovaru, všimla si, že ze směru od Svijanského Újezdu jdou dva muži. Mohlo jim být asi 30–35 let, jeden měl méně vlasů. Nenesli s sebou nic, žádný kufr nebo podobně. Byli od ní asi 100 metrů a Žaneta se začínala domnívat, že zrychlují ve své chůzi a tak také zrychlila.[zdroj?] Za chvíli potkala pohřešovanou Ivanu. V blízkém okolí si nevšimla žádného odstaveného auta nebo podezřelých osob. K teorii, že Ivanku někdo unesl přispívá i fakt, že její blízcí ji popisují jako velmi důvěřivou.
Postupem času se začalo objevovat množství různých svědectví a předpokladů, co se v ten letní podvečer roku 1997 stalo. Na začátku srpna 1997 našel místní občan na procházce se psem v lese zasypané místo o velikosti člověka. Policie zde ale našla řadu odpadů a ženské tampóny.[ujasnit] Podobně se přiznala policii Andrea S., že v ten večer kolem 17:30 jela s rodiči autem z Turnova a na silnici do obce Loukov potkala dívku na kole s batohem a sukní ve tvaru písmene A. Jela relativně rychle a Andrea S. na ni z auta pokřikovala „Tak makej!“. Potkala ji jen pár metrů za křižovatkou u pivovaru a asi po 50 metrech se dívka vlivem zatáčky ztratila z dohledu. Tohle svědectví vyvolává otázku, proč Ivana změnila svoji trasu a místo do Svijanského Újezdu jela do Loukova. Policie toto svědectví však nebere za tak důležité, jelikož svědkyně dívku neznala a mohla si ji splést s někým jiným. Přicházela i svědectví, že dívka byla unesena a její mrtvola leží na dně rybníků u obce Ploukonice. Rybníky byly vypuštěny, ale nic se nenašlo. Do pátrání se zapojovalo i množství jasnovidců a věštců. Jedním z nich byl i soused Košků Vlastimil Brůček, v televizi a na internetu známý jako Vlastík Plamínek. Ten tvrdil, že leží mrtvá někde poblíž hřbitova Svijany. Jiní věštci tvrdili, že se nachází na různých místech v Německu nebo České republice. Nikdy se nic z toho nepotvrdilo a policie tyto osoby považuje za zdržující a nepřínosné v rámci vyšetřování.
Pátrání pokračovalo až do července 2017, kdy byl případ prohlášen za promlčený. Případnému viníkovi tudíž teoreticky nehrozí žádný trest. Policie by navíc v případě přiznání mohla nabídnout ochranu identity osoby. V roce 2020 vyšel podcast Petra Hátleho, který se věci v osmi dílech detailně věnuje. V roce 2024 byl případ pohřešování Ivany zveřejněn v Kalendáři nevyřešených případů vydaném Policií České republiky.

### Obnovené vyšetřování
V březnu 2025 podle serveru iDNES.cz tým Tempus Policie ČR na základě soudního příkazu prohledal zanedbanou zahradu v Albrechticích, odebral z ní vzorky a vyčerpal septik. Podle informací serveru v septiku byly nalezeny ostatky, u nichž je vysoká pravděpodobnost, že patří pohřešované dívce. V červnu 2025 však stále probíhala jejich analýza a policie odmítla případ komentovat. 
Podle informací iDNES pozemek od 90. let patří bývalé manželce muže, který v té době patřil mezi podezřelé. Dnes na místě nežije a spojitost s případem odmítá.